# Bogdanovo (Sliven)
Bogdanovo (Bulgaars: Богданово) is een dorp in de Bulgaarse gemeente Nova Zagora, oblast Sliven. Het dorp ligt hemelsbreed 41 km ten zuidwesten van Sliven en 221 km ten oosten van Sofia. 

## Bevolking
Op 31 december 2020 telde het dorp Bogdanovo 311 inwoners. Het aantal inwoners vertoont al vele jaren een dalende trend: in 1946 had het dorp nog 992 inwoners.
|  |

In het dorp wonen vooral etnische Bulgaren. In de optionele volkstelling van 2011 identificeerden 336 van de 389 ondervraagden zichzelf als etnische Bulgaren, oftewel 86,4%. De overige inwoners identificeerden zichzelf vooral als etnische Roma (21 inwoners, oftewel 5,4%) of Turken (19 personen, oftewel 4,9%).
| Etnische samenstelling van de respondenten (2011) | Etnische samenstelling van de respondenten (2011) | Etnische samenstelling van de respondenten (2011) | Etnische samenstelling van de respondenten (2011) | Etnische samenstelling van de respondenten (2011) |
| ------------------------------------------------- | ------------------------------------------------- | ------------------------------------------------- | ------------------------------------------------- | ------------------------------------------------- |
|                                                   |                                                   |                                                   |                                                   |                                                   |
| Bulgaren                                          | Bulgaren                                          |                                                   | 86,4%                                             | 86,4%                                             |
| Turken                                            | Turken                                            |                                                   | 4,9%                                              | 4,9%                                              |
| Roma                                              | Roma                                              |                                                   | 5,4%                                              | 5,4%                                              |
| Anders/Onbekend                                   | Anders/Onbekend                                   |                                                   | 3,3%                                              | 3,3%                                              |